# Чорна вдова (рід)
Чорна вдова (Latrodectus) — рід отруйних аранеоморфних павуків підродини Latrodectinae з родини Павуки-тенетники (Theridiidae). Має 32 види. Інші назви — павуки-ґудзики (Африка), червонноспинні павуки (Австралія), катіпо (Нова Зеландія)

## Опис
Загальна довжина представників цього роду коливається від 3 до 16 мм. Спостерігається статевий диморфізм: самиці більші за самців. Мають помірно довгі, схожі на «гребінь» ноги з рядками міцних, зігнутих щетинок на задніх парах ніг. Мають дуже поганий зір, орієнтуються на вібрацію павутини.
Забарвлення кожного виду різне, але у всіх чорні, блискучі кінцівки, включаючи головогруди. У північноамериканських видів черевце цілком чорне, за винятком виду Latrodectus mactans. Забарвлення черевця європейських видів коливається від плямистих до довгастих біло-коричневих плям. У самиць плями зазвичай помаранчеві або червоні, у самців — червоні або червоно-білі.

## Спосіб життя
Будують павутину з неправильних, заплутаних, липких шовкових волокон. Ці павуки вважають за краще гніздитися біля землі в темних і непорушених місцях, як правило, в невеликих отворах, зроблених тваринами, або навколо будівельних отворів чи дерев'яних паль.
Живляться дрібними комахами, насамперед мухами, комарами, кониками, жуками та гусінню. Павук часто звисає догори черевцем поблизу від центра своєї павутини і чекає, коли комахи застрягнуть. Для метання ловчої павутини на здобич використовується «гребінь» задніх ніг. Огортання павутиною відбувається за лічені хвилини, тому в павутинах вдів зрідка зустрічається досить велика здобич, навіть ящірки, жаби і вужі. Найміцніша павутина у виду Latrodectus hesperus.
Якщо павук відчуває загрозу, він швидко опускається на землю на захисну лінію павутини. За безпосередньої небезпеки прикидається мертвим. Лише коли не має можливості врятуватися, то кусає супротивника. Найбільшою загрозою для цих павуків є риюча оса виду Chalybion californicum
Після парування самиця зжирає самця, що є яскравим проявом статевого канібалізму. За це рід отримав свою назву.

## Отруйність
Отрута нейротоксична. В обох статей є імунітет на власну отруту, але самиці переважно отруйніші за самців. Сам укус непомітний, але місце укусу відчувається, як укол шпильки. На місці укусу через деякий час проявляються дві маленькі червоні цятки, легка еритема і набряк.
Отрута жовтого кольору, масляниста, містить альфа-латротоксин, що викликає вивільнення з пресинаптичних закінчень ацетилхоліну, норадреналіну та інших медіаторів з подальшим виснаженням їх запасів. Через 30-60 хвилин після укусу павука з'являються болючі м'язові спазми, які поширюються від місця укусу на великі м'язи кінцівок і тулуба. Потім — виражене напруження м'язів передньої черевної стінки і біль, проте пальпація живота безболісна. Також можливі слинотеча, проливний піт, блювота, артеріальна гіпертонія, тахікардія, тривожність, головний біль, слабкість, посмикування м'язів, парестезії, гіперрефлексія, нетримання сечі. Зрідка бувають рабдоміоліз і ниркова недостатність. Біль починає знижуватися протягом перших 12 годин, але може знову посилитися в наступні дні і тижні.
Отрута небезпечна для людей, може бути смертельною для дітей, людей похилого віку та осіб з ослабленим імунітетом. Найотруйнішими є види Latrodectus tredecimguttatus й Latrodectus mactans.

## Розповсюдження
Поширені на усіх континентах, крім Антарктиди.

## Види
- Latrodectus antheratus — Парагвай, Аргентина
- Latrodectus apicalis — Галапагоські острови
- Latrodectus bishopi — США
- Latrodectus cinctus — Африка, Аравійський півострів, Іран
- Latrodectus corallinus — Аргентина
- Latrodectus curacaviensis — Антильські острови, Південна Африка
- Latrodectus dahli — Марокко і Центральна Азія
- Latrodectus diaguita — Аргентина
- Latrodectus elegans — Південна Азія, КНР, Японія
- Latrodectus erythromelas — Південна Азія
- Latrodectus geometricus — скрізь
- Latrodectus hasselti — від Південносхідної Азії до Австралії та Нової Зеландії
- Latrodectus hesperus — Північна Америка, Ізраїль
- Latrodectus hystrix — Ємен
- Latrodectus indistinctus — Південна Африка
- Latrodectus karrooensis — Південна Африка
- Latrodectus katipo — Нова Зеландія
- Latrodectus lilianae — Іспанія, Алжир
- Latrodectus mactans — Північна Америка
- Latrodectus menavodi — Мадагаскар і Коморські острови
- Latrodectus mirabilis — Аргентина
- Latrodectus obscurior — Кабо Верде і Мадагаскар
- Latrodectus pallidus — від Кабо Верде до Лівії, Центральна Азія
- Latrodectus quartus — Аргентина
- Latrodectus renivulvatus — Африка, Аравійський півострів, Ірак
- Latrodectus revivensis– Ізраїль
- Latrodectus rhodesiensis — Південна Африка
- Latrodectus thoracicus — Чилі
- Latrodectus tredecimguttatus — від Середземномор'я до КНР
- Latrodectus umbukwane — Південна Африка
- Latrodectus variegatus — Чилі, Аргентина
- Latrodectus variolus — США і Канада